# ゲザハン・アベラ
ゲザハン・アベラ (Gezahegne Abera、1978年4月23日- )は、エチオピアの陸上競技選手。2000年シドニーオリンピック、2001年世界陸上選手権エドモントン大会の男子マラソン金メダリストである。妻は同じくマラソン選手のエルフェネッシュ・アレム。
なお、彼の名前は「ゲザハン」が本人の名前、「アベラ」はいわゆる「姓（ファミリーネーム）」ではなく父親の名前（父称）である（人名#その他の文化圏における名前を参照）。このため、本人を特定する意味では「ゲザハン」と略するのが正しいが、日本のマスメディアでは「アベラ」をファミリーネームのように扱って略称とすることが一般的であるため、以下の文中の表記もそれに従う。

## 経歴
アベラが最初に国際大会に登場したのは1999年のロサンゼルスマラソンであった。この大会でアベラはケニアの3人の選手に次いで4位でフィニッシュ。この結果、アベラは、夏に行われるスペインの世界陸上選手権セビリア大会のエチオピア代表に選出されて11位となった。この年の福岡国際マラソンにも出場し、2時間07分54秒の自己ベストを出して国際大会初勝利を飾った。アベラは、翌2000年の最初に出場したレースであるボストンマラソンでは、イライジャ・ラガト（ケニア）と同タイムながら写真判定で惜しくも2位となった。
シドニーオリンピックのエチオピア代表としてマラソンに出場、レースは後半に入って、アベラとテスファイエ・トラ（エチオピア）のエチオピアの2人と、隣国の1996年アトランタオリンピック男子マラソン銅メダリストのエリック・ワイナイナ（ケニア）の3人が先頭集団から抜け出し、37km付近で、ワイナイナが3人の中からさらに抜け出しスパートをかけた。しかしワイナイナのスパートも2km程度しか続かず、アベラがワイナイナを捕まえそのままゴールした。
翌年、アベラはカナダの世界陸上選手権エドモントン大会のエチオピア代表にも選出され、レースはゴール直前、スタジアムでサイモン・ビウォット（ケニア）とのデッドヒートを1秒差で制したアベラが金メダルに輝いた。アベラは世界で初めてオリンピックと世界選手権両方のマラソンを制した男子マラソン選手である（後に、2012年ロンドンオリンピックと2013年世界陸上選手権モスクワ大会で、スティーブン・キプロティチ（ウガンダ）がアベラに続き達成した。女子マラソンでは、ロザ・モタ（ポルトガル）が1987年世界陸上選手権ローマ大会と、1988年ソウルオリンピックにてアベラよりも先に達成している）。
アベラはその後も福岡国際マラソンやロンドンマラソンで勝利を重ね、一時期は世界最強と謳われた。2003年の世界陸上選手権パリ大会にも優勝候補の最有力選手として出場したが、途中棄権している。
2004年アテネオリンピックでもエチオピア代表に選出されたが、その頃長きに渡る故障に苦しみ出場せず、五輪連覇の夢は叶わなかった。妻のエルフェネッシュ・アレム（エチオピア）は出場し、女子マラソンで4位入賞した。その後若くして現役引退し、現在はホテルと不動産開発のビジネスを手がけている。

## 自己ベスト
- ハーフマラソン - 1時間00分30秒 (2000年マルメ)
- マラソン- 2時間07分54秒 (1999年福岡)

## 主な実績
| 年月    | 大会                     | 結果 | 記録          |
| ------- | ------------------------ | ---- | ------------- |
| 1999.03 | ロサンゼルスマラソン     | 4位  | 2時間12分59秒 |
| 1999.08 | 世界陸上セビリア大会     | 11位 | 2時間16分42秒 |
| 1999.12 | 福岡国際マラソン         | 1位  | 2時間07分54秒 |
| 2000.04 | ボストンマラソン         | 2位  | 2時間09分47秒 |
| 2000.09 | シドニーオリンピック     | 1位  | 2時間10分11秒 |
| 2000.12 | 福岡国際マラソン         | 5位  | 2時間09分45秒 |
| 2001.08 | 世界陸上エドモントン大会 | 1位  | 2時間12分42秒 |
| 2001.12 | 福岡国際マラソン         | 1位  | 2時間09分25秒 |
| 2002.12 | 福岡国際マラソン         | 1位  | 2時間09分13秒 |
| 2003.04 | ロンドンマラソン         | 1位  | 2時間07分56秒 |
| 2003.08 | 世界陸上パリ大会         | DNF  |               |
| 2004.08 | アテネオリンピック       | DNS  |               |